# سفيم بللي
سفيم بللي ( ولدت في عام 1925 ) أو ( سفيم تاري ) كاتبة سيناريو ، و مترجمة و ناشطة.
كانت سفيم بللي تنسب لإحدى العائلات العريقة بإسطنبول. و تعد سفيم بللي إبنة ( سركوميسر ) إسماعيل حقي الذي كان يشغل منصب مدير الأمن خلال أعوام 1904 – 1907. وكان جدها هو رضا كالكافان مالك السفينة الريزية. ثم عاشت سفيم بللي بعد ذلك في باريس. و التقت بناظم حكمت في مدينة برلين. وبدأت سفيم بللي العمل في البريد السريع بالحزب الشيوعي التركي. و في عام 1951 حينما ذهبت سفيم بللي إلى باريس قد قُبض عليها من خلال تقرير مكون من ستة و ثلاثون ورقة حولها. وكان هذا التقرير هو تقريرا فعالاً مكتوب به مطالب الطبيب شفيق حسني دايمر و رشيد فؤاد بارانر من سفيم تاري. وفي عام 1953 قد ألٌقي القبض على سفيم بللي في الإعتقالات الموجهة للحزب الشيوعي التركي. وفي عام 1957 تزوجت سفيم بللي بميهري بللي في السجن. وفي عام 1960 أخذت سفيم بللي أطفالها وذهبت بهم إلى الجزائر. وفي عام 1966 عادت مرة أخرى إلى تركيا. و الٌقي القبض على سفيم بللي مرة أخرى في فترة 12 مارس و قضت في السجن ثلاثة أعوام. وعقب انقلاب 12 سبتمبر خرجت سفيم بللي إلى خارج الوطن. وكتبت سفيم بللي ذكرياتها في كتاب بعنوان «حينما تجاهلنا فراغك».

## بعضالكتبالتي ترجمتها إلىاللغة التركية
• كارل ماركس ، مساهمة في نقد الاقتصاد السياسي ، درا نشر سول
• تشارلز داروين ، أصل الأنواع ، دار نشر أونور ( أكتوبر عام 2005 )
• تشارلز داروين ، أصل الإنسان ، دار نشر أونور ، ( يونيو عام 2002 )
• ابن خلدون ، مقدمة ( المجلد الثالث ) ، دار نشر أونور ( نوفمبر عام 2011 )
• كارل ماركس ، البرومير الثامن عشر للويس بونابرت ، دار نشر سول
• كارل ماركس ، إف. إنجليز ، فيما حول الأناركية ، دار نشر سول
• كارل ماركس ، إف. إنجلز ، الإيدولوجيا الألمانية ( فيورباخ ) ، دار نشر سول
• كارل ماركس ، إف. إنجلز ، الصراعات الطبقية في فرنسا لعام 1848 – 1850 ، دار نشر سول
• كارل ماركس ، البرومير الثامن عشر للويس بونابرت ، دار نشر سول
• كارل ماركس ، العمل بالأجور و رأس المال ، دار نشر سول
• إف. إنجلز ، نهاية الفلسفة الكلاسيكية الألمانية و لودفيغ فيورباخ ، دار نشر سول
• فلاديمير إليتش لينين ، المادية و الإمبرالية : ملاحظات نقدية على فلسفة رجعية ، دار نشر سول
• جورج بوليتزر ، مبادئ مدخل الفلسفة ، دار نشر سول
• زوبريتسكي ميتروبولسكي ، الأشكال البدائية الرأسمالية للمجتمع البدائي و الإقطاعي و العبودية ، دار نشر سول
• زوبريتسكي ميتروبولسكي ، المجتمع الرأسمالي ، دار نشر سول